# Правоохранительные органы Кабо-Верде

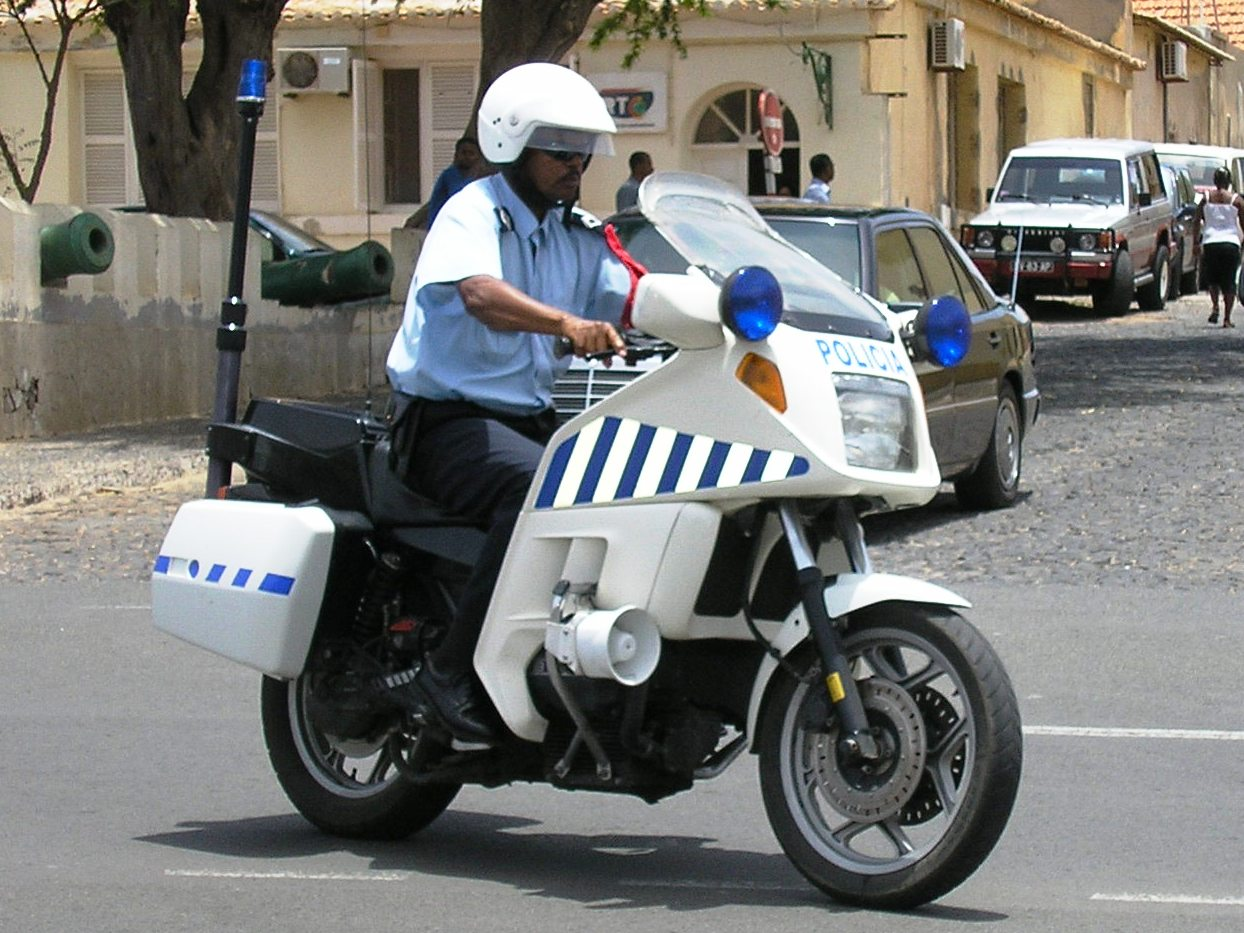
Полиция Кабо-Верде

Деятельность правоохранительных органов на Кабо-Верде осуществляется Судебной Полицией или Национальной Полицией.
Капитан Вооружённых сил Абайлардо Барбоса Амадо был первым исполнительным директором Судебной Полиции и должен нести ответственность за инициирование создания этого учреждения. Период, последовавший за созданием Судебной Полиции, был выбран путём открытого конкурса, после специального обучения методам уголовного расследования и дактилоскопии в стране и в Португалии, проведённого Институтом судебной и полицейской науки по уголовным делам, были представлены категории технических специалистов дактилоскопии, агенты и инспекторы.

## История

### Ранние полицейские силы
Первые полицейские силы были созданы в 1872 году губернатором Каэтано Альбукерке и получили название Corpo de Polícia Civil . Полицейские силы были организованы как часть гражданской полиции португальского Майна. Его штаб-квартира находилась в Прайе.
В 1880 году Полицейский корпус был реорганизован и стал Полицейской ротой; Рота базировалась в Прайе и имела ещё одно отделение в Минделу.
В 1962 году в Кабо-Верде была создана новая полицейская организация, преобразованная в Полицию Сегуранса-Публика (PSP) Кабо-Верде с новым гражданским характером по образцу Полиции Сегуранса-Публика (Полиция общественной безопасности) Португалии.
После обретения Кабо-Верде независимости в 1975 году она стала Полицией общественного порядка (Polícia de Ordem Pública, или POP) и отличались униформой и цветом от португальцев.
Благодаря своим историческим связям, несколько офицеров прошли подготовку в Португалии, и POP продолжала поддерживать тесные связи с PSP.

### Современная полиция
Нынешняя полиция была создана в мае 1993 года. С 14 ноября 2005 года она называется Национальной полицией (Policia Nacional).
Первый учебный курс был проведён в 1994 году, и агенты Судебной полиции посетили и завершили его соответственно 3 и 20 кандидатов.
По данным Интерпола, в Кабо-Верде действуют две параллельные полицейские силы. Судебная полиция Кабо-Верде подчиняется Министерству юстиции Кабо-Верде, в то время как Национальная полиция Кабо-Верде подчиняется Министерству внутренних дел Кабо-Верде.
По состоянию на апрель 2012 года в Кабо-Верде насчитывается 1 947 сотрудников правоохранительных органов, из которых 13 % составляют женщины.

### Структура
В состав Национальной полиции входят: Национальное управление, Подразделения специального назначения, Региональные командования (Прайя, Сан-Висенте, Санта-Катарина, Сал, Фого и Санту-Антан), Полицейский отряд и Полицейский пост, зависящие от Регионального командования, Полицейская школа и Социальные службы.
По данным Интерпола, Национальная полиция состоит из четырёх подразделений: Полиции общественного порядка, Пограничной полиции, таможенной полиции и Морской полиции.

### Специальное подразделение
На Кабо-Верде также есть подразделение, эквивалентное команде спецназа, в основном из Северной Америки, это Бригада по борьбе с преступностью (BAC). Она защищает общественный порядок. Она борется с употреблением наркотиков и вооружёнными бандитами.
BAC славится составом своей команды и используется в ночное время в районах с высоким уровнем преступности в некоторых районах. В нём есть агенты «Ниндзя», которые оснащены пуленепробиваемыми жилетами, перцовыми баллончиками, электрошокерами, шлемами и бронетехникой. Она также принимает участие в спасательных операциях.